# Aegyptobia pavlovskii
Aegyptobia pavlovskii är en spindeldjursart som först beskrevs av Reck 1951.  Aegyptobia pavlovskii ingår i släktet Aegyptobia och familjen Tenuipalpidae. Inga underarter finns listade i Catalogue of Life.